# Yères
Yères – rzeka we Francji o długości 40 kilometrów. Jej źródło znajduje się w lesie Eu w okolicach miasta Aubermesnil-aux-Érables, na wysokości 209 metrów.
Przepływa przez departament Seine-Maritime. Łączna powierzchnia dorzecza wynosi 327 km².
W Yères możliwe jest łowienie ryb, m.in. takich gatunków jak pstrąg, a także minogów, powszechnie występujących w rzece.

## Miasta, przez które przepływa rzeka
- Grandcourt
- Villy-le-Bas
- Sept-Meules
- Saint-Martin-le-Gaillard
- Touffreville-sur-Eu
- Criel-sur-Mer

Rzeka wpada do kanału La Manche w okolicach miasta Criel-sur-Mer. Średni roczny przepływ wynosi 2,7 m³/s.